# Liste des ministres finlandais de l'Intérieur
Cet article liste les ministres du ministère de l'Intérieur de Finlande.

## Ministre principal de l'Intérieur
Le ministre de l'Intérieur dirige le ministère et s'occupe des questions relatives à la police, au sauvetage, au contrôle des frontières et à l'immigration, conformément à la répartition des responsabilités des membres du gouvernement.
Les fonctions du ministre de l'Intérieur comprennent les affaires internationales ainsi que les nominations et la gestion du personnel. 
Le ministre dirige également la planification financière et la préparation des budgets et d'autres questions communes dans son domaine de responsabilité.
| Ministre             | Parti | Parti       | Dates                   | Gouvernement                         |
| -------------------- | ----- | ----------- | ----------------------- | ------------------------------------ |
| Arthur Castrén       |       | NP          | 27/11/1917 – 27/11/1918 | Svinhufvud I Paasikivi I             |
| Antti Tulenheimo     |       | Kok         | 27/11/1918 – 17/04/1919 | Ingman I.                            |
| Carl Voss-Schrader   |       | SFP/RKP     | 17/04/1919 – 15/08/1919 | Kaarlo Castrén                       |
| Heikki Ritavuori     |       | KE          | 15/08/1919 – 15/03/1920 | Vennola I                            |
| Albert von Hellens   |       | KE          | 15/03/1920 – 09/04/1921 | Erich                                |
| Heikki Ritavuori     |       | KE          | 09/04/1921–14/02/1922   | Vennola II                           |
| Heimo Helminen       |       | KE          | 24/02/1922–02/06/1922   | Vennola II                           |
| Yrjö Johannes Eskelä |       | Indépendant | 02/06/1922 – 14/03/1922 | Cajander I                           |
| Vilkku Joukahainen   |       | ML          | 14/03/1922 – 18/01/1924 | Kallio I                             |
| Yrjö Johannes Eskelä |       | Indépendant | 18/01/1924 – 31/05/1924 | Cajander II                          |
| Gunnar Sahlstein     |       | Kok         | 31/05/1924 – 31/03/1925 | Ingman II                            |
| Matti Aura           |       | Indépendant | 31/03/1925 – 31/12/1925 | Tulenheimo                           |
| Gustaf Ignatius      |       | Kok         | 31/12/1925 – 13/12/1926 | Kallio II                            |
| Rieti Itkonen        |       | SDP         | 13/12/1926 – 12/04/1927 | Tanner I                             |
| Olavi Puro           |       | SDP         | 29/04/1927 – 17/12/1927 | Tanner I                             |
| Matti Aura           |       | Indépendant | 17/12/1927 – 22/12/1928 | Sunila I                             |
| Toivo Kivimäki       |       | KE          | 22/12/1928 – 16/08/1929 | Mantere                              |
| Arvo Linturi         |       | Indépendant | 16/08/1929 – 04/07/1930 | Kallio III                           |
| Erkki Kuokkanen      |       | Kok         | 04/07/1930 – 21/03/1931 | Svinhufvud II                        |
| Ernst von Born       |       | SFP/RKP     | 21/3/1931 – 14/12/1932  | Sunila II                            |
| Yrjö Puhakka         |       | Indépendant | 14/12/1932 – 12/03/1937 | Kivimäki Kallio IV                   |
| Urho Kekkonen        |       | ML          | 12/03/1937 – 01/12/1939 | Cajander III                         |
| Ernst von Born       |       | SFP/RKP     | 01/12/1939 – 13/05/1941 | Ryti I Ryti II Rangell               |
| Toivo Horelli        |       | SFP/RKP     | 13/05/1941 – 5/03/1943  | Rangell                              |
| Leo Ehrnrooth        |       | SFP/RKP     | 05/03/1943 – 08/08/1944 | Linkomies                            |
| Kaarlo Hillilä       |       | ML          | 08/08/1944 – 17/04/1945 | Hackzell Urho Castrén Paasikivi II   |
| Yrjö Leino           |       | SKDL        | 26/03/1946 – 22/05/1948 | Pekkala                              |
| Eino Kilpi           |       | SKDL        | 26/05/1948 – 29/07/1948 | Pekkala                              |
| Aarre Simonen        |       | SDP         | 29/70/1948 – 17/03/1950 | Fagerholm I                          |
| Urho Kekkonen        |       | ML          | 17/03/1950 – 17/01/1951 | Kekkonen I                           |
| V. J. Sukselainen    |       | ML          | 17/1/1951 – 17/03/1953  | Kekkonen II Kekkonen III Kekkonen IV |
| Heikki Kannisto      |       | SK          | 17/03/1953 – 05/05/1954 | Tuomioja                             |
| Väinö Leskinen       |       | SDP         | 05/05/1954 – 30/9/1955  | Törngren Kekkonen V                  |
| Valto Käkelä         |       | SDP         | 30/9/1955 – 3/3/1956    | Kekkonen V                           |
| Vilho Väyrynen       |       | SDP         | 03/03/1956 – 27/05/1957 | Fagerholm II                         |
| Harras Kyttä         |       | SK          | 27/05/1957 – 02/09/1957 | Sukselainen I                        |
| Teuvo Aura           |       | Indépendant | 02/09/1957 – 29/11/1957 | Sukselainen I                        |
| Urho Kiukas          |       | Indépendant | 29/11/1957 – 26/04/1958 | von Fieandt                          |
| Harras Kyttä         |       | Indépendant | 26/04/1958 – 29/08/1958 | Kuuskoski                            |
| Atte Pakkanen        |       | ML          | 29/08/1958 – 13/01/1959 | Fagerholm III                        |
| Eino Palovesi        |       | ML          | 13/01/1959 – 04/02/1960 | Sukselainen II                       |
| Eemil Vihtori Luukka |       | ML          | 04/02/1960 – 13/04/1962 | Sukselainen II Miettunen I           |
| Eeli Erkkilä         |       | ML          | 13/04/1962 – 08/02/1963 | Karjalainen I                        |
| Niilo Ryhtä          |       | ML          | 08/02/1963 – 18/12/1963 | Karjalainen I                        |
| Arno Hannus          |       | Indépendant | 18/12/1963 – 12/09/1964 | Lehto                                |
| Niilo Ryhtä          |       | Kesk        | 12/09/1964 – 27/05/1966 | Virolainen                           |
| Heikki Tuominen      |       | SDP         | 22/03/1968 – 14/05/1970 | Koivisto I                           |
| Teemu Hiltunen       |       | Indépendant | 14/05/1970 – 15/07/1970 | Aura I                               |
| Artturi Jämsén       |       | Kesk        | 15/07/1970 – 28/05/1971 | Karjalainen II                       |
| Eino Uusitalo        |       | Kesk        | 28/05/1971 – 29/10/1971 | Karjalainen II                       |
| Heikki Tuominen      |       | Indépendant | 29/10/1971 – 23/02/1972 | Aura II                              |
| Martti Viitanen      |       | SDP         | 23/02/1972 – 04/09/1972 | Paasio II                            |
| Heikki Tuominen      |       | Indépendant | 04/09/1972 – 13/06/1975 | Sorsa I                              |
| Heikki Koski         |       | Indépendant | 13/06/1975 – 30/11/1975 | Liinamaa                             |
| Paavo Tiilikainen    |       | SDP         | 30/11/1975 – 29/09/1976 | Miettunen II                         |
| Eino Uusitalo        |       | Kesk        | 29/09/1976 – 19/02/1982 | Miettunen III Sorsa II Koivisto II   |
| Matti Ahde           |       | SDP         | 19/02/1982 – 30/09/1983 | Sorsa III Sorsa IV                   |
| Matti Luttinen       |       | SDP         | 01/10/1983 – 30/11/1984 | Sorsa IV                             |
| Kaisa Raatikainen    |       | SDP         | 01/12/1984 – 30/04/1987 | Sorsa IV                             |
| Jarmo Rantanen       |       | SDP         | 30/04/1987 – 26/04/1991 | Holkeri                              |
| Mauri Pekkarinen     |       | Kesk        | 26/04/1991 – 13/04/1995 | Aho                                  |
| Jan-Erik Enestam     |       | SFP/RKP     | 13/04/1995 – 15/04/1999 | Lipponen I                           |
| Kari Häkämies        |       | Kok         | 15/04/1999 – 01/09/2000 | Lipponen II                          |
| Ville Itälä          |       | Kok         | 01/09/2000 – 17/04/2003 | Lipponen II                          |
| Kari Rajamäki        |       | SDP         | 17/04/2003 – 19/04/2007 | Jäätteenmäki Vanhanen I              |
| Anne Holmlund        |       | Kok         | 19/04/2007 – 22/06/2011 | Vanhanen II Kiviniemi                |
| Päivi Räsänen        |       | kd          | 22/06/2011 – 29/05/2015 | Katainen Stubb                       |
| Petteri Orpo         |       | Kok         | 29/05/2015 – 22/06/2016 | Sipilä                               |
| Paula Risikko        |       | Kok         | 22/06/2016 – 05/02/2018 | Sipilä                               |
| Kai Mykkänen         |       | Kok         | 06/02/2018 – 06/06/2019 | Sipilä                               |
| Maria Ohisalo        |       | Vihr.       | 06/06/2019 – 19/11/2021 | Rinne Marin                          |
| Krista Mikkonen      |       | Vihr.       | 19/11/2021 – 20/06/2023 | Marin                                |
| Mari Rantanen        |       | PS          | depuis le 20/06/2023    | Orpo                                 |

## Second ministre de l'Intérieur
Le ministère de l'Intérieur a parfois un autre ministre en plus du ministre principal. 
Seuls les ministres qui ont travaillé à plein temps au ministère de l'Intérieur sont mentionnés dans la liste ci-dessous. La liste ne mentionne donc pas les ministres d'autres ministères dont les portefeuilles ne comprennent qu'une partie des affaires du ministère.
| Ministre                                             | Parti                                                | Période                                              | Gouvernement                                         |
| Directeur adjoint du comité des Affaires intérieures | Directeur adjoint du comité des Affaires intérieures | Directeur adjoint du comité des Affaires intérieures | Directeur adjoint du comité des Affaires intérieures |
| ---------------------------------------------------- | ---------------------------------------------------- | ---------------------------------------------------- | ---------------------------------------------------- |
| Alexander Frey (1877–1945)                           | RKP                                                  | 27.11.1917 – 27.5.1918                               | Svinhufvud I                                         |
| Alexander Frey (1877–1945)                           | RKP                                                  | 27.5.1918 – 29.6.1918                                | Paasikivi I                                          |
| Assistant du ministre de l'intérieur                 |                                                      |                                                      |                                                      |
| Niilo Solja (1888–1967)                              | Kok.                                                 | 21.3.1931 – 3.3.1932                                 | Sunila II                                            |
| Lennart Oesch (1892–1978)                            | (amm.)                                               | 3.3.1932 – 14.3.1932                                 | Sunila II                                            |
| Arvo Manner (1887–1962)                              | (amm.)                                               | 14.3.1932 – 20.10.1932                               | Sunila II                                            |
| Eljas Erkko (1895–1965)                              | Ed.                                                  | 25.11.1932 – 14.12.1932                              | Sunila II                                            |
| Urho Kekkonen (1900–1986)                            | ML                                                   | 9.10.1936 – 12.3.1937                                | Kallio IV                                            |
| Vice-ministre de l'intérieur                         |                                                      |                                                      |                                                      |
| Eemil Luukka (1892–1970)                             | ML                                                   | 8.8.1944 – 21.9.1944                                 | Hackzell                                             |
| Eemil Luukka (1892–1970)                             | ML                                                   | 21.9.1944 – 17.11.1944                               | U. Castrén                                           |
| Eemil Luukka (1892–1970)                             | ML                                                   | 24.11.1944 – 17.4.1945                               | Paasikivi II                                         |
| Eemil Luukka (1892–1970)                             | ML                                                   | 17.4.1945 – 26.3.1946                                | Paasikivi III                                        |
| Johannes Virolainen (1914–2000)                      | ML                                                   | 30.9.1950 – 17.1.1951                                | Kekkonen I                                           |
| Aarno Strömmer (1927–2021)                           | (amm.)                                               | 13.6.1975 – 30.11.1975                               | Liinamaa                                             |
| Olavi Hänninen (1929–1989)                           | SKDL                                                 | 30.11.1975 – 29.6.1976                               | Miettunen II                                         |
| Arvo Hautala (1917–1985)                             | SKDL                                                 | 29.6.1976 – 29.9.1976                                | Miettunen II                                         |
| Mikko Jokela (1928–2007)                             | Kesk.                                                | 19.2.1982 – 6.5.1983                                 | Sorsa III                                            |
| Jouni Backman (1959-)                                | SDP                                                  | 13.4.1995 – 15.4.1999                                | Lipponen I                                           |
| Ministre des régions et des communes                 |                                                      |                                                      |                                                      |
| Martti Korhonen (1953-)                              | Vas.                                                 | 15.4.1999 – 17.4.2003                                | Lipponen II                                          |
| Hannes Manninen (1946-)                              | Kesk.                                                | 17.4.2003 – 24.6.2003                                | Jäätteenmäki                                         |
| Hannes Manninen (1946-)                              | Kesk.                                                | 24.6.2003 – 19.4.2007                                | Vanhanen I                                           |